# Schwanenkönig
Schwanenkönig ist ein Album der deutschen Rockgruppe Karat aus dem Jahr 1980. Aufgenommen wurde es in den Amiga-Studios in der Ost-Berliner Brunnenstraße. Das Album erschien zeitgleich in beiden Teilen Deutschlands.

## Inhalt
Schwanenkönig gilt als das lyrischste aller Alben von Karat, da es mit den Titeln Magisches Licht, Tiefsee, Schwanenkönig und Le Doyen I und Le Doyen II relativ viele ruhige, textlich verschlüsselte und tiefgründige Songs enthält. Einige der härteren Songs (Der Boxer, Großstadt) wirken dagegen etwas oberflächlich gearbeitet. Vor allem wegen der leicht mystischen Lyrik fiel die Kritik erstmals wahrnehmbar gespalten aus, was dem Erfolg der Platte im Osten und Westen Deutschlands jedoch keinen Abbruch tat. Trotz des balladesken Übergewichts gehört der Hardrock Das Narrenschiff zu den erfolgreichsten und am intensivsten erarbeiteten Titeln des Albums. Über die Thematik des mittelalterlichen Buchs Narrenschiff, geschrieben vom Humanisten Sebastian Brant, wurde hier nicht nur Kritik an menschlichen Lastern, sondern auch an der Politik geübt. Das Titellied Schwanenkönig avancierte in kurzer Zeit zu einem der größten Hits der Band.
In der DDR und in der Bundesrepublik Deutschland kam das Album gleichzeitig, aber mit unterschiedlichem Artwork heraus.
Als Singles wurden die Titel Magisches Licht mit Großstadt sowie zusätzlich in der Bundesrepublik Deutschland der Titelsong Schwanenkönig mit Le Doyen II ausgekoppelt.
Insgesamt konnte sich Schwanenkönig etwas über 700.000 Mal verkaufen, in der Bundesrepublik Deutschland verfehlte es nur knapp eine Goldene Schallplatte.

## Besetzung
- Herbert Dreilich (Gesang)
- Ulrich „Ed“ Swillms (Keyboards, Violoncello, Klavier)
- Bernd Römer (Gitarre)
- Michael Schwandt (Schlagzeug, Perkussion)
- Henning Protzmann (Bassgitarre)

## Titelliste
1. Tanz mit der Sphinx (Swillms/Kaiser) (5:30)
2. Mitternacht-Blues (Swillms/Dreilich) (6:00)
3. Magisches Licht (Swillms/Kaiser) (5:00)
4. Der Boxer (Swillms/Kaiser) (2:50)
5. Le Doyen I (Swillms) (2:05)
6. Das Narrenschiff (Swillms/Kaiser) (4:50)
7. Tiefsee (Swillms/Kaiser) (5:40)
8. Großstadt (Swillms/Lasch) (3:45)
9. Schwanenkönig (Swillms/Kaiser) (5:55)
10. Le Doyen II (Swillms/Kaiser) (2:50)